# Idiosoma sigillatum
Idiosoma sigillatum es una especie de araña migalomorfa del género Idiosoma, familia Idiopidae. Fue descrita científicamente por O. Pickard-Cambridge en 1870.
Esta especie habita en Australia Occidental. El macho descrito por Rix, Huey, Cooper, Austin y Harvey en 2018 mide 18,8 mm y la hembra 30,7 mm.